# Viva (napój)
Viva – peruwiański gazowany napój bezalkoholowy o żółtym kolorze, zawierający kofeinę, produkowany przez spółkę Backus and Johnston. Napój rywalizuje z koncernem produkującym napoje o nazwie Inca Kola. Sprzedawany w butelkach PET o wielkości 500 ml.